# Resident Evil: Revelations 2
Resident Evil: Revelations 2, auch bekannt als Biohazard Revelations 2 (jap.: バイオハザード リベレーションズ; Hepburn: Baiohazādo Riberēshonzu Tsū), ist ein Survival-Horror-Videospiel der japanischen Firma Capcom. Es erschien im Februar 2015 in Episodenform als Downloadtitel. Im März 2015 folgte eine Veröffentlichung auf Disk mit allen Episoden. Das Spiel ist für die Plattformen PC, PlayStation 3, PlayStation 4, PlayStation Vita, Xbox 360, Xbox One sowie Nintendo Switch verfügbar. Es ist der Nachfolger des Resident-Evil-Ablegers Revelations.

## Handlung
Episode 1: Penal Colony
Claire Redfield und Moira Burton, die Tochter von Barry Burton, arbeiten für die Umweltschutzagentur Terra Save. Beide werden von Unbekannten entführt und auf die Insel Zabytij Island verbracht, wo sie sich mit einer Organisation namens "The Afflicted" konfrontiert sehen. Während sie versuchen zu fliehen, überwacht sie eine Frau, die sich "Overseer" ("die Aufseherin") nennt, per Video und kommentiert ihre Handlungen. Claire und Moira erreichen einen alten Funkturm und können einen Hilferuf an Barry absetzen.
Als Barry die Insel erreicht, trifft er auf ein mysteriöses Mädchen namens Natalia. Gemeinsam machen sich die beiden auf den Weg zum Radioturm. Dort muss Barry feststellen, dass seit dem Absetzen des Notsignals durch Claire und Moira ein halbes Jahr vergangen ist. Natalie behauptet, dass seine Tochter Moira tot sei.
Episode 2: Contemplation
Claire und Moira treffen auf ihre Kollegen von Terra Save. Gemeinsam entdecken sie einen defekten Helikopter und entschließen sich dazu, eine Reparatur zu versuchen, um mit dem Helikopter von der Insel zu fliehen. Dabei werden sie aber von einer Gruppe der Afflicted angegriffen, wodurch Claire und Moira vom Rest der Gruppe getrennt werden. Die beiden beschließen, sich zum Turm der Overseer aufzumachen. Auf dem Weg treffen sie auf das Mädchen Natalia, das sich ihnen anschließt, aber wenig später von den Afflicted entführt und zur Overseer gebracht wird.
Sechs Monate später bringt Natalia Barry zum Turm der Overseer, dem letzten Ort, an dem sie Moira lebend gesehen hatte. Auf dem Weg erzählt sie Barry, dass sie eine Waise ist, deren Eltern in Resident Evil: Revelations zu Tode kamen. Im Turm werden Barry und Natalia von der Overseer überrascht, die Barry kampfunfähig macht und sich als Alex Wesker vorstellt.
Episode 3: Judgment
Claire und Moira begeben sich zum Overseer-Turm. Dort stellen sie fest, dass Neil, eigentlich einer ihrer Terra-Save-Kollegen, das Uroboros-Virus freisetzen will, um einen Rechtfertigungsgrund für die Existenz der Federal Bioterrorism Commission zu liefern. Sie stellen Neil, der jedoch, da er kurz zuvor von Alex infiziert wurde, mutiert. Notgedrungen töten die beiden ihn.
Sechs Monate später entkommen Barry und Natalia knapp der mutierten Alex und fliehen aus der Kanalisation zurück an die Oberfläche. Dort werden sie erneut mit Alex konfrontiert, der es gelingt, die beiden zu trennen. Natalia nutzt daraufhin eine besondere Fähigkeit, die Alex verängstigt.
Episode 4: Metamorphosis
Nach Neils Tod machen sich Claire und Moira auf zu einem Denkmal, bei dem sie Alex Wesker stellen können. Diese klärt die beiden über ihre bösen Intentionen auf und initiiert eine Selbstzerstörungssequenz, um sie in den Tod zu reißen. Moira opfert sich, so dass Claire entkommen und endlich von der Insel fliehen kann. Sie trifft auf Barry und bittet ihn, auf der Insel nach Moira zu suchen.
Sechs Monate später schlagen sich Barry und Natalia durch mehrere unterirdische Minenschächte hindurch, um schließlich auf Alex Weskers Forschungslabor zu treffen, das als Wohnhaus getarnt ist. Dort stoßen sie auf Alex, die sich Uroboros injiziert, mutiert und Barry und Natalia angreift. Sie setzt Barry außer Gefecht und schickt sich an, Natalia zu töten. An dieser Stelle verzweigt das Spiel in Abhängigkeit von vorherigen Ereignissen zu einem von zwei möglichen Enden: Entweder siegt Alex Wesker, oder Moira, Natalia und Barry können mit Claires Hilfe im letzten Moment von der Insel fliehen.

## Spielprinzip und Technik
Resident Evil: Revelations 2 ist ein Survival-Horror-Spiel. Es wird aus der Third-Person-Perspektive gesteuert. Der Spieler erkundet die Spielwelt, weicht Bedrohungen nach Möglichkeit aus, kann Feinde aber gelegentlich mit Hilfe von Waffen ausschalten. Das Lösen einfacher Rätsel ermöglicht Zugang zu weiteren Arealen.

## Produktionsnotizen
Alyson Court, Schauspielerin und seit 1998 Sprecherin von Claire Redfield, wurde für Resident Evil: Revelations 2 aus unbekannten Gründen durch eine Person ersetzt, die in den Credits mit dem Pseudonym "James Baker" gelistet wurde. Fans der Serie starteten daraufhin eine Petition, um Capcom zum erneuten Engagement von Court zu bewegen.

## Rezeption
Aus 30 aggregierten Wertungen erzielt die PlayStation-4-Version von Resident Evil: Revelations 2 auf Metacritic einen Metascore von 75.